# Список серий мультсериала «Кларенс»
«Кларенс» (англ. Clarence) — американский мультипликационный телевизионный сериал, созданный мультипликатором Скайлер Пейдж для телеканала Cartoon Network. В основе сюжета сериала — мальчик по имени Кларенс и два его лучших друга: Джефф и Сумо. Пейдж, бывший сценарист Время приключений и ревизионист Secret Mountain Fort Awesome, разработал серию в Cartoon Network Studios в рамках своей короткой программы развития в 2012 году.
Пилотный эпизод вышел в эфир 17 февраля 2014 после шоу «Hall of Game Awards 2014». Премьера сериала состоялась 14 апреля 2014 года и собрала около 2,3 млн зрителей, опередив по темпам роста популярность сериала в этом же сегменте. Пилот сериала был номинирован на премию «Creative Arts Emmy Award».
4 апреля 2017 года Спенсер Ротбелл подтвердил, что третий сезон шоу будет последним, поскольку Cartoon Network не продлила серию на четвёртый сезон, который закончился 24 июня 2018.
За три сезона сериала было выпущено 130 серий «Кларенса».

## Пилотная серия
| Название | Режиссёр                               | Автор сценария | Дата показа           | Дата премьеры    | Зрители США (млн) |
| --- | -------------------------------------- | -------------- | --------------------- | ---------------- | ----------------- |
| «Кларенс» | Фил Ринда, Сью Мондт и Роберт Альварез | Скайлер Пейдж  | май 21, 2013 (Онлайн) | февраль 17, 2014 | 1.06              |
| Кларенс - "новичок" в Абердейле, поэтому он устраивает вечеринку, но появляются только Сумо и Джефф. Ситуация становится безумной, когда Кларенс и Сумо пытаются показать Джеффу хорошее время. |                                        |                |                       |                  |                   |

## Первый сезон (2014–2015)
| № | #  | Название                                                               | Режиссёр     | Сценарист                     | Показ в США       | Показ в России    | Зрители США (в миллионах) |
| --- | -- | ---------------------------------------------------------------------- | ------------ | ----------------------------- | ----------------- | ----------------- | ------------------------- |
| 1 | 1  | «Fun Dungeon Face Off» «Весёленькое Подземелье»                        | Рэйми Мазкиз | Скайлер Пейдж и Патрик Харпин | апрель 14, 2014   | декабрь 8, 2014   | 2.26                      |
| Мама Кларенса приглашает его, Джеффа и Сумо пообедать в "Дикая конница" - ресторан фаст-фуд в игровом торговом центре. Кларенс и Сумо стащили у Джеффа картофель-фри, и у Джеффа начинается приступ гермафобии - ему кажется, что в игровой зоне ресторана царит антисанитария. |    |                                                                        |              |                               |                   |                   |                           |
| 2 | 2  | «Pretty Great Day with a Girl» «Замечальный Денёк с Девочкой»          | Рэйми Мазкиз | Скайлер Пейдж и Патрик Харпин | апрель 21, 2014   | ноябрь 26, 2014   | 2.26                      |
| Кларенс и Эми, удивительная девочка с той же улицы, отправляются на поиски огромного валуна. |    |                                                                        |              |                               |                   |                   |                           |
| 3 | 3  | «Money Broom Wizard» «Повелитель Денежной Метлы»                       | Рэйми Мазкиз | Скайлер Пейдж и Патрик Харпин | апрель 21, 2014   | декабрь 1, 2014   | 2.37                      |
| Удастся ли Кларенсу, Джеффу и Сумо хорошо провести время в пиццерии "Топь", имея лишь один доллар на всех? Да. |    |                                                                        |              |                               |                   |                   |                           |
| 4 | 4  | «Lost in the Supermarket» «Потерявшийся в Супермаркете»                | Рэйми Мазкиз | Скайлер Пейдж и Патрик Харпин | апрель 28, 2014   | ноябрь 27, 2014   | 2.37                      |
| Во время похода по супермаркету с мамой Кларенс узнает о приключениях в овощном отделе и махинациях с купонами в пятом ряду. И в остальных тоже. |    |                                                                        |              |                               |                   |                   |                           |
| 5 | 5  | «Clarence's Millions» «Миллионы Кларенса»                              | Рэйми Мазкиз | Скайлер Пейдж и Патрик Харпин | апрель 28, 2014   | ноябрь 28, 2014   | 2.10                      |
| Когда Кларенс понял, что из-за сложившейся в классе системы "звездный приятель" некоторые дети не у дел, он создал собственную валюту и назвал её "Доллары Кларенса". Новая система поощрения сразу поставила всю школу на уши.                                                 |    |                                                                        |              |                               |                   |                   |                           |
| 6 | 6  | «Clarence Gets a Girlfriend» «Кларенс Находит Подружку»                | Рэйми Мазкиз | Скайлер Пейдж и Патрик Харпин | май 5, 2014       | декабрь 2, 2014   | 1.95                      |
| Кларенса приглашает на свидание его одноклассница Эшли, но он понимает, что совершенно не знает, как себя вести с девочками. Кларенс просит Сумо и Джеффа превратить его в настоящего джентльмена и едва не опаздывает на свидание.                                             |    |                                                                        |              |                               |                   |                   |                           |
| 7 | 7  | «Jeff's New Toy» «Новая Игрушка Джеффа»                                | Рэйми Мазкиз | Спенсер Ротбел                | май 12, 2014      | ноябрь 25, 2014   | -                         |
| Джефф хочет оставить новую летающую игрушку "Зловещий полет Гинсбота" в коробке. А Кларенсу очень хочется с ней поиграть. Бедный Сумо оказался меж двух огней. |    |                                                                        |              |                               |                   |                   |                           |
| 8 | 8  | «Dinner Party» «Званый Ужин»                                           | Рэйми Мазкиз | Скайлер Пейдж и Патрик Харпин | июнь 12, 2014     | декабрь 4, 2014   | -                         |
| Мама Кларенса берет его на скучный званый ужин, и Кларенс пытается развлечься любыми способами. |    |                                                                        |              |                               |                   |                   |                           |
| 9 | 9  | «Honk» «Клаксон»                                                       | Рэйми Мазкиз | Марк Банкир                   | июнь 19, 2014     | декабрь 3, 2014   | -                         |
| Кларенс играет с рогом в школе, и всем это нравится, но вскоре это начинает раздражать. |    |                                                                        |              |                               |                   |                   |                           |
| 10 | 10 | «Dollar Hunt» «Охота За Долларами»                                     | Рэйми Мазкиз | Марк Банкир                   | июнь 26, 2014     | декабрь 5, 2014   | -                         |
| Кларенс ведет забавную игру "Охота за долларом" и находит новых друзей. Но все идет наперекосяк, когда Кларенс случайно закапывает деньги, которые мама дала ему, чтобы купить напитки для собрания общества книголюбов.                                                        |    |                                                                        |              |                               |                   |                   |                           |
| 11 | 11 | «Zoo» «В Зоопарке»                                                     | Рэйми Мазкиз | Спенсер Ротбел                | июль 3, 2014      | ноябрь 24, 2014   | 1.84                      |
| Кларенс и Белсон поистине странная пара, но им пришлось объединиться, когда во время экскурсии в зоопарк их заперли там после закрытия. |    |                                                                        |              |                               |                   |                   |                           |
| 12 | 12 | «Rise and Shine» «Проснись и Пой»                                      | Рэйми Мазкиз | Марк Банкир                   | июль 10, 2014     | декабрь 9, 2014   | -                         |
| Пока все спят и солнце ещё не встало, Кларенс пускается в дикое путешествие втайне от всех. |    |                                                                        |              |                               |                   |                   |                           |
| 13 | 13 | «Man of the House» «Хозяин Дома»                                       | Рэйми Мазкиз | Марк Банкир                   | июль 17, 2014     | май 6, 2015       | -                         |
| Кларенс и его друзья проводят ночь в одиночестве впервые после того, как Мэри и Чад выходят из дома, но их веселье быстро выходит из-под контроля. |    |                                                                        |              |                               |                   |                   |                           |
| 14 | 14 | «Puddle Eyes» «Глаза Пуделя»                                           | Рэйми Мазкиз | Спенсер Ротбел                | июль 24, 2014     | май 14, 2015      | 1.95                      |
| Кларенс верит, что он ослеп, когда в его глаза попадает грязь, прямо перед школьным "тестом зрения 20/20", но не тогда, когда Джефф может спасти положение. |    |                                                                        |              |                               |                   |                   |                           |
| 15 | 15 | «Dream Boat» «Лодка Мечты»                                             | Рэйми Мазкиз | Марк Банкир                   | июль 31, 2014     | май 15, 2015      | 0.19                      |
| Вдохновленный мистером Ризом, Сумо посвящает себя строительству лодки. |    |                                                                        |              |                               |                   |                   |                           |
| 16 | 16 | «Slumber Party» «Пижамная Вечеринка»                                   | Рэйми Мазкиз | Спенсер Ротбел                | август 7, 2014    | ноябрь 24, 2014   | 1.65                      |
| Кларенс пытается найти общий язык с гостями на пижамной вечеринке для девочек и оставляет поссорившихся Сумо и Джеффа без своего дружеского плеча. |    |                                                                        |              |                               |                   |                   |                           |
| 17 | 17 | «Nature Clarence» «Природа Кларенса»                                   | Рэйми Мазкиз | Спенсер Ротбел                | сентябрь 25, 2014 | май 7, 2015       | 1.75                      |
| Кларенс, Джефф, Сумо и Перси идут в поход в поисках легендарного горячего источника вместе с Джошем, но он отклоняется от курса, заставляя Кларенса взять инициативу на себя.                                                                                                   |    |                                                                        |              |                               |                   |                   |                           |
| 18 | 18 | «Average Jeff» «Кое-что о Джеффе»                                      | Рэйми Мазкиз | Спенсер Ротбел                | октябрь 2, 2014   | май 5, 2015       | 1.82                      |
| Джефф шокирован тем, что после сдачи IQ теста его помещают в класс со студентами ниже среднего уровня, что приводит к личностному кризису. |    |                                                                        |              |                               |                   |                   |                           |
| 19 | 19 | «Lizard Day Afternoon» «День Ящерицы»                                  | Рэйми Мазкиз | Марк Банкир                   | октябрь 9, 2014   | май 4, 2015       | 1.80                      |
| Кларенс и Сумо охотятся за ящерицей и неожиданно получают награду, когда Джеффу дают поиграть на новой игровой приставке Белсона. |    |                                                                        |              |                               |                   |                   |                           |
| 20 | 20 | «The Forgotten» «Забытый»                                              | Рэйми Мазкиз | Марк Банкир                   | октябрь 16, 2014  | май 11, 2015      | 2.29                      |
| Кларенс и его одноклассник Брейди - единственные дети, которых не подвезли из школы, поэтому они должны найти свой собственный путь домой. |    |                                                                        |              |                               |                   |                   |                           |
| 21 | 21 | «Neighborhood Grill» «В Гриль-Баре»                                    | Рэйми Мазкиз | Марк Банкир                   | октябрь 23, 2014  | май 8, 2015       | 1.47                      |
| Кларенс шокирован встречей с мисс Бейкер в местном семейном ресторане Чаклтон, и он не может удержаться от желания прервать её на свидании. |    |                                                                        |              |                               |                   |                   |                           |
| 22 | 22 | «Belson's Sleepover» «Ночёвка у Белсона»                               | Рэйми Мазкиз | Патрик Харпин                 | октябрь 30, 2014  | май 13, 2015      | 1.56                      |
| Белсон приглашает Кларенса и остальных друзей на ночную тусовку, но с условием: тот, кто выдержит ночные розыгрыши и не испугается, получит старую игровую приставку "Аседия".                                                                                                  |    |                                                                        |              |                               |                   |                   |                           |
| 23 | 23 | «Too Gross for Comfort» «Жуткая Жуть»                                  | Рэйми Мазкиз | Марк Банкир                   | ноябрь 6, 2014    | май 12, 2015      | 1.63                      |
| Когда Кларенс водит Челси в домик для мальчиков, они все (даже Джефф) соревнуются за то, кто может рассказать самую ужасную историю, чтобы оттолкнуть её. |    |                                                                        |              |                               |                   |                   |                           |
| 24 | 24 | «Pilot Expansion» «С Чего Всё Началось»                                | Рэйми Мазкиз | Скайлер Пейдж и Марк Банкир   | ноябрь 13, 2014   | май 20, 2015      | 1.73                      |
| В далеком будущем, Кларенс, Джефф и Сумо - старики, пытающиеся вспомнить день, когда они впервые встретились. |    |                                                                        |              |                               |                   |                   |                           |
| 25 | 25 | «Patients» «Пациенты»                                                  | Рэйми Мазкиз | Марк Банкир                   | ноябрь 20, 2014   | май 19, 2015      | 1.86                      |
| Чтобы справиться со скукой в приемной врача, Кларенс изобретает игру, в которой приз - конфеты с рецепции. |    |                                                                        |              |                               |                   |                   |                           |
| 26 | 26 | «Rough Riders Elementary» «Начальная Школа Дикая Конница»              | Рэйми Мазкиз | Спенсер Ротбел                | декабрь 1, 2014   | май 18, 2015      | 1.46                      |
| Кларенс сердито выступает против Джоша, спонсора Дикая конница, потому что выясняется, что спонсорство захватывает школу. |    |                                                                        |              |                               |                   |                   |                           |
| 27 | 27 | «Nothing Ventured» «Горе-Предприниматели»                              | Рэйми Мазкиз | Марк Банкир                   | декабрь 2, 2014   | сентябрь 22, 2015 | 1.40                      |
| Чад и мистер Сумовски хотят зарабатывать деньги, поэтому Кларенс и Сумо посадили кузнечиков в дома людей, полагая, что люди будут платить им за услуги по уничтожению вредителей, но понимая, что они тараканы.                                                                 |    |                                                                        |              |                               |                   |                   |                           |
| 28 | 28 | «Bedside Manners» «Не Тревожьте Пациента»                              | Рэйми Мазкиз | Марк Банкир                   | декабрь 3, 2014   | сентябрь 21, 2015 | 1.41                      |
| Кларенс пытается подбодрить Белсона в больнице после неудачной попытки пошутить над ним, и он попадает в гипс. |    |                                                                        |              |                               |                   |                   |                           |
| 29 | 29 | «Jeff Wins» «Джефф - победитель»                                       | Рэйми Мазкиз | Спенсер Ротбел                | декабрь 4, 2014   | сентябрь 24, 2015 | 1.55                      |
| Кларенс помогает Джеффу подготовиться к кулинарному соревнованию, потому что из-за прошлых неудач Джефф не может держать голову на мушке. |    |                                                                        |              |                               |                   |                   |                           |
| 30 | 30 | «Suspended» «Отстранённые»                                             | Рэйми Мазкиз | Спенсер Ротбел                | декабрь 5, 2014   | сентябрь 25, 2015 | 1.49                      |
| После розыгрыша над мисс Бейкер, сумо и Кларенс отстраняются от занятий на неделю и начинают использовать обретенную свободу. |    |                                                                        |              |                               |                   |                   |                           |
| 31 | 31 | «Turtle Hats» «Черепашьи Шляпы»                                        | Рэйми Мазкиз | Кэти Краун                    | апрель 7, 2015    | сентябрь 30, 2015 | 1.44                      |
| Мисс Бейкер случайно поручила классу выполнить задание о "черепашьих шляпах", но всем, даже Кларенсу, Джеффу и Сумо, трудно понять значение черепашьих шляп. |    |                                                                        |              |                               |                   |                   |                           |
| 32 | 32 | «Goose Chase» «Гусиная Охота»                                          | Рэйми Мазкиз | Кэти Краун                    | апрель 8, 2015    | октябрь 1, 2015   | 1.53                      |
| В парке Кларенс представляет себя королем птиц, пока гусь не начнет его раздражать. |    |                                                                        |              |                               |                   |                   |                           |
| 33 | 33 | «Goldfish Follies» «Злоключения Золотой Рыбки»                         | Рэйми Мазкиз | Спенсер Ротбел                | апрель 9, 2015    | сентябрь 23, 2015 | 1.90                      |
| Кларенс изо всех сил пытается затащить свою новую золотую рыбку в воду после того, как случайно сломал сумку. |    |                                                                        |              |                               |                   |                   |                           |
| 34 | 34 | «Chimney» «Труба»                                                      | Рэйми Мазкиз | Кэти Краун                    | апрель 10, 2015   | октябрь 2, 2015   | 1.37                      |
| Кларенс, Джефф и Сумо подружились с дикой собакой, которую они называют Дымовой трубой, играя в лесу, которая позже приходит им на помощь, когда они попадают в колодец. |    |                                                                        |              |                               |                   |                   |                           |
| 35 | 35 | «Straight Illin» «Яичная Болезнь»                                      | Рэйми Мазкиз | Спенсер Ротбел                | апрель 16, 2015   | сентябрь 25, 2015 | 1.40                      |
| В растущей череде смелых поступков, Белсон осмеливается съесть Кларенс 500 яиц, но в то же время заболевает. Когда другие дети узнают об этом, они отправились спасать Кларенса, прежде чем он заразит весь город.                                                              |    |                                                                        |              |                               |                   |                   |                           |
| 36 | 36 | «Dust Buddies» «Пыльная Работёнка»                                     | Рэйми Мазкиз | Кэти Краун                    | апрель 23, 2015   | сентябрь 28, 2015 | 1.43                      |
| В наказание, мама Белсона заставляет его убираться в доме, пока их горничная, Лупе, ходит убирать за домом к Кларенса. |    |                                                                        |              |                               |                   |                   |                           |
| 37 | 37 | «Hurricane Dilliss» «Ураган Диллис»                                    | Рэйми Мазкиз | Спенсер Ротбел                | апрель 30, 2015   | октябрь 5, 2015   | 1.10                      |
| Бабушка Кларенса, Диллисс, заходит к нему в гости и начинает вмешиваться в его семейную жизнь. |    |                                                                        |              |                               |                   |                   |                           |
| 38 | 38 | «Hoofin' It» «Большое Свинство»                                        | Рэйми Мазкиз | Кэти Краун                    | май 7, 2015       | октябрь 7, 2015   | 1.63                      |
| Кларенс не так взволнован ежегодной погоней за свиньями, как все остальные. |    |                                                                        |              |                               |                   |                   |                           |
| 39 | 39 | «Detention» «Продлёнка»                                                | Рэйми Мазкиз | Тони Инфанте                  | май 14, 2015      | май 24, 2016      | 1.25                      |
| Когда задержание начинает становиться тем местом, где мистер Риз засыпает, если ему дают пончик, Кларенс превращает его в клуб "слишком крутой для школы". |    |                                                                        |              |                               |                   |                   |                           |
| 40 | 40 | «Hairence» «Шевелюренс»                                                | Рэйми Мазкиз | Спенсер Ротбел                | май 21, 2015      | май 23, 2016      | 1.46                      |
| Кларенс получает свою первую летнюю работу: он приходит работать в парикмахерскую своей матери, но когда приходит грубый клиент и начинает командовать персоналом, Кларенс делает ей незабываемую стрижку.                                                                      |    |                                                                        |              |                               |                   |                   |                           |
| 41 | 41 | «Lil' Buddy» «Малышка»                                                 | Рэйми Мазкиз | Спенсер Ротбел                | июль 27, 2015     | октябрь 6, 2015   | 1.42                      |
| Общественная жизнь Кларенса выходит из-под контроля, когда он попадает в неприятности из-за игры с куклой "Маленький приятель". |    |                                                                        |              |                               |                   |                   |                           |
| 42 | 42 | «Chalmers Santiago» «Чалмерс Сантьяго»                                 | Рэйми Мазкиз | Спенсер Ротбел                | июль 28, 2015     | май 26, 2016      | 1.56                      |
| Кларенс должен доставлять почту своему таинственному соседу, Чалмерсу Сантьяго. |    |                                                                        |              |                               |                   |                   |                           |
| 43 | 43 | «Tuckered Boys» «Неспящие в Абердейле»                                 | Рэйми Мазкиз | Джон Бейли Оуэн               | июль 29, 2015     | май 27, 2016      | 1.36                      |
| Кларенс, Джефф и Сумо хотят не спать всю ночь, чтобы увидеть метеоритный дождь, но их бессонница подхватывает их, и они начинают галлюцинировать. |    |                                                                        |              |                               |                   |                   |                           |
| 44 | 44 | «Water Park» «Аквапарк»                                                | Рэйми Мазкиз | Тони Инфанте                  | июль 30, 2015     | май 31, 2016      | 1.59                      |
| Кларенс, Джефф и Сумо идут в аквапарк. Кларенс узнает правду о своем кумире Белке, а Джефф и Сумо стоят в очереди за большим слайдом. |    |                                                                        |              |                               |                   |                   |                           |
| 45 | 45 | «Where the Wild Chads Are» «Там, Где Бродит Дикий Чед»                 | Рэйми Мазкиз | Спенсер Ротбел                | июль 31, 2015     | июнь 1, 2016      | 1.19                      |
| Чад берет Кларенса в поход, но поездка идет не так, когда несчастный Кларенс сбрасывает все содержимое рюкзака Чада в реке в надежде увидеть его дикую сторону. |    |                                                                        |              |                               |                   |                   |                           |
| 46 | 46 | «Breehn Ho!» «Брин Хо!»                                                | Рэйми Мазкиз | Тони Инфанте                  | август 6, 2015    | май 25, 2016      | 1.46                      |
| Джефф приглашает Брина поиграть в пиратскую настольную игру на ночь. Напряжение возникает, когда Джефф и Брин вступают в конфликт с капитаном. |    |                                                                        |              |                               |                   |                   |                           |
| 47 | 47 | «The Big Petey Pizza Problem» «Большая Проблема Из-за Маленькой Пиццы» | Рэйми Мазкиз | Джон Бейли Оуэн               | август 13, 2015   | июнь 2, 2016      | 1.38                      |
| Джефф празднует свой 10-летний юбилей в местном боулинге, но когда он понимает, что вечеринка Гилбена проходит в одно и то же время, все идет не так. |    |                                                                        |              |                               |                   |                   |                           |
| 48 | 48 | «The Break Up» «Раскол»                                                | Рэйми Мазкиз | Тони Инфанте                  | август 20, 2015   | июнь 3, 2016      | 1.57                      |
| После ссоры Джефф и Сумо поклялись больше никогда не разговаривать друг с другом, и Кларенс пытается вернуть их друг другу, даже если это означает почти убить их. |    |                                                                        |              |                               |                   |                   |                           |
| 49 | 49 | «In Dreams» «Внутри Снов»                                              | Рэйми Мазкиз | Нельсон Боулз                 | август 27, 2015   | июнь 6, 2016      | 1.17                      |
| Кларенсу приказывают закрыть гаражные ворота, но он засыпает и теряется в мире снов. |    |                                                                        |              |                               |                   |                   |                           |
| 50 | 50 | «Balance» «Баланс»                                                     | Рэйми Мазкиз | Спенсер Ротбел                | сентябрь 24, 2015 | июнь 7, 2016      | 1.17                      |
| Когда странный ребёнок по имени Баланс однажды появляется на занятиях и начинает запугивать всех, Кларенс и Белсон решили рассказать правду о себе. |    |                                                                        |              |                               |                   |                   |                           |
| 51 | 51 | «Spooky Boo» «Страхожуть»                                              | Рэйми Мазкиз | Тони Инфанте                  | октябрь 27, 2015  | май 30, 2016      | 1.24                      |
| После того, как Кларенс проведет Челси и Мэвис через свой дом с привидениями, Челси предлагает им съездить в местный дом с привидениями в средней школе, чтобы испытать настоящий страх.                                                                                        |    |                                                                        |              |                               |                   |                   |                           |

## Второй сезон (2016–2017)
| № | #    | Название                                                                         | Режиссёр             | Сценарист                           | Показ в США       | Показ в России   | Зрители США (в миллионах) |
| --- | ---- | -------------------------------------------------------------------------------- | -------------------- | ----------------------------------- | ----------------- | ---------------- | ------------------------- |
| 52 | 1    | «The Interrogation» «Допрос»                                                     | Дэвид Окс и Ники Янг | Спенсер Ротбел                      | февраль 11, 2016  | ноябрь 21, 2016  | 1.35                      |
| Когда машина мистера Риза смазана соусом из фрикадельков, он выбирает Кларенса, чтобы помочь ему выяснить, кто это сделал. |      |                                                                                  |                      |                                     |                   |                  |                           |
| 53 | 2    | «Lost Playground» «Затерянная Площадка»                                          | Дэвид Окс и Ники Янг | Тони Инфанте                        | февраль 11, 2016  | ноябрь 24, 2016  | 1.25                      |
| После того, как оборудование школьной игровой площадки забрали, потому что оно считается слишком опасным, дети пытаются найти старое оборудование. |      |                                                                                  |                      |                                     |                   |                  |                           |
| 54 | 3    | «Bird Boy Man» «Человек-Мальчик и Птенец»                                        | Дэвид Окс и Ники Янг | Тони Инфанте                        | февраль 18, 2016  | ноябрь 21, 2016  | 1.04                      |
| Сумо находит птицу, которую он называет острым соусом и кормит её здоровьем, но пренебрегает всем остальным. |      |                                                                                  |                      |                                     |                   |                  |                           |
| 55 | 4    | «Freedom Cactus» «Кактус Свободы»                                                | Дэвид Окс и Ники Янг | Спенсер Ротбел и Сэм Кремерс-Недель | февраль 25, 2016  | ноябрь 23, 2016  | 1.10                      |
| Кларенс делает комикс о кактусе, который становится хитом номер один в школе. |      |                                                                                  |                      |                                     |                   |                  |                           |
| 56 | 5    | «Plane Excited» «Небо Зовёт»                                                     | Дэвид Окс и Ники Янг | Сэм Кремерс-Недель                  | март 3, 2016      | ноябрь 22, 2016  | 1.06                      |
| Кларенс находит веселье на самолёте во Флориду и помогает Чаду пережить свою первую поездку. |      |                                                                                  |                      |                                     |                   |                  |                           |
| 57 | 6    | «Escape from Beyond the Cosmic» «Побег Из Космических Далей»                     | Дэвид Окс и Ники Янг | Тони Инфанте                        | март 14, 2016     | ноябрь 23, 2016  | 1.29                      |
| Джефф пытается обыграть аркадную игру в прачечной, но когда Кларенс сломает её, он должен найти альтернативу. |      |                                                                                  |                      |                                     |                   |                  |                           |
| 58 | 7    | «Ren Faire» «Ярмарка»                                                            | Дэвид Окс и Ники Янг | Тони Инфанте                        | март 15, 2016     | ноябрь 22, 2016  | 0.98                      |
| Кларенс, Сумо и Джефф идут на ярмарку Возрождения. |      |                                                                                  |                      |                                     |                   |                  |                           |
| 59 | 8    | «Time Crimes» «Преступление Во Времени»                                          | Дэвид Окс и Ники Янг | Сэм Кремерс-Недель                  | март 16, 2016     | ноябрь 24, 2016  | 1.11                      |
| Получив специальные часы из коробки с хлопьями, Кларенс верит, что он может контролировать время. |      |                                                                                  |                      |                                     |                   |                  |                           |
| 60 | 9    | «Saturday School» «Субботняя Школа»                                              | Дэвид Окс и Ники Янг | Тони Инфанте                        | март 17, 2016     | ноябрь 25, 2016  | 1.06                      |
| Кларенс, Джефф и Сумо должны привести школу в порядок в субботу после создания несанкционированной фрески. |      |                                                                                  |                      |                                     |                   |                  |                           |
| 61 | 10   | «Attack the Block Party» «Вечеринка с Пришельцами»                               | Дэвид Окс и Ники Янг | Сэм Кремерс-Недель                  | март 18, 2016     | ноябрь 25, 2016  | 1.11                      |
| Кларенс, Джефф и Сумо расследуют школьную вечеринку, которые считают, что это вторжение инопланетян. |      |                                                                                  |                      |                                     |                   |                  |                           |
| 62 | 11   | «Field Trippin'» «Экскурсия»                                                     | Дэвид Окс и Ники Янг | Тони Инфанте                        | март 21, 2016     | ноябрь 28, 2016  | 0.98                      |
| Кларенс садится не в тот школьный автобус после перерыва в туалете во время экскурсии. |      |                                                                                  |                      |                                     |                   |                  |                           |
| 63 | 12   | «Ice Cream Hunt» «За Мороженым»                                                  | Дэвид Окс и Ники Янг | Сэм Кремерс-Недель                  | март 22, 2016     | ноябрь 29, 2016  | 1.18                      |
| Ларри помогает Кларенсу взять трио за мороженое, но они едут на прогулку всю жизнь. |      |                                                                                  |                      |                                     |                   |                  |                           |
| 64 | 13   | «Company Man» «Душа Компании»                                                    | Дэвид Окс и Ники Янг | Ник Крон-ДеВико                     | март 23, 2016     | ноябрь 30, 2016  | 0.91                      |
| Кларенс теряет мяч во время футбольного матча. В конце концов, он следует за ним в офисное здание, где его принимают за сына босса. |      |                                                                                  |                      |                                     |                   |                  |                           |
| 65 | 14   | «Stump Brothers» «Пень, Гвоздь и Два Брата»                                      | Дэвид Окс и Ники Янг | Сэм Кремерс-Недель                  | март 24, 2016     | декабрь 1, 2016  | 1.31                      |
| Когда Кларенс и Сумо приводят к отключению электричества в сумо, их отправляют вместе с братом сумо, Таннером, чтобы забрать часть генератора. |      |                                                                                  |                      |                                     |                   |                  |                           |
| 66 | 15   | «The Tails of Mardrynia» «Повести Мардринии»                                     | Дэвид Окс и Ники Янг | Тони Инфанте                        | март 25, 2016     | декабрь 5, 2016  | 1.05                      |
| Кларенс становится вдохновленным собирать местных животных, чтобы создать животный мир, подобный тому, о котором он читал, для того, чтобы подбодрить Перси. |      |                                                                                  |                      |                                     |                   |                  |                           |
| 67 | 16   | «Clarence Wendle and the Eye of Coogan» «Кларенс Уэндл и Глаз Кугана»            | Дэвид Окс и Ники Янг | Тони Инфанте                        | март 29, 2016     | декабрь 7, 2016  | 1.05                      |
| Кларенс и несколько других студентов охотятся за потерянными сокровищами. |      |                                                                                  |                      |                                     |                   |                  |                           |
| 68 | 17   | «Sneaky Peeky» «Одним Глазком»                                                   | Дэвид Окс и Ники Янг | Тони Инфанте                        | апрель 1, 2016    | декабрь 2, 2016  | 0.99                      |
| Трио прокрадывается в театр, чтобы посмотреть трейлер "Робофрога", но случайно повредит барабан. |      |                                                                                  |                      |                                     |                   |                  |                           |
| 69 | 18   | «Game Show» «Игра»                                                               | Дэвид Окс и Ники Янг | Сэм Кремерс-Недель                  | апрель 21, 2016   | декабрь 6, 2016  | 1.01                      |
| Кларенс и Брин играют в игровое шоу в торговом центре Абердейла. |      |                                                                                  |                      |                                     |                   |                  |                           |
| 70 | 19   | «Skater Sumo» «Сумо На Скейте»                                                   | Дэвид Окс и Ники Янг | Сэм Кремерс-Недель                  | апрель 28, 2016   | декабрь 8, 2016  | 1.36                      |
| Сумо пытается построить скейтборд и присоединиться к команде Челси и Риты. |      |                                                                                  |                      |                                     |                   |                  |                           |
| 71 | 20   | «Mystery Girl» «Таинственная Незнакомка»                                         | Дэвид Окс и Ники Янг | Тони Инфанте                        | май 5, 2016       | декабрь 9, 2016  | 0.97                      |
| Кларенс случайно находит друга во время шутки по телефону. |      |                                                                                  |                      |                                     |                   |                  |                           |
| 72 | 21   | «The Subtitute» «Замена»                                                         | Дэвид Окс и Ники Янг | Сэм Кремерс-Недель                  | май 12, 2016      | декабрь 12, 2016 | 1.09                      |
| Замена учителя вызывает хаос, и Кларенс должен найти миссис Бейкер, чтобы восстановить порядок. |      |                                                                                  |                      |                                     |                   |                  |                           |
| 73 | 22   | «Classroom» «В Классе»                                                           | Дэвид Окс и Ники Янг | Тони Инфанте                        | май 19, 2016      | декабрь 13, 2016 | 1.09                      |
| Проверяется день в жизни в классе мисс Бейкер. |      |                                                                                  |                      |                                     |                   |                  |                           |
| 74 | 23   | «Dullance» «Кризис Младшего Возраста»                                            | Дэвид Окс и Ники Янг | Тони Инфанте                        | май 26, 2016      | апрель 3, 2017   | 1.07                      |
| Чувствуя себя измученным от такого количества приключений, Кларенс пытается провести день, сидя сложа руки, ничего не делая. |      |                                                                                  |                      |                                     |                   |                  |                           |
| 75 | 24   | «Jeff's Secret» «Тайна Джеффа»                                                   | Дэвид Окс и Ники Янг | Сэм Кремерс-Недель                  | июнь 2, 2016      | декабрь 14, 2016 | 1.38                      |
| Кларенс узнает, что у Джеффа есть лишний палец ноги, и Джефф умоляет Кларенса сохранить его секрет, но у Кларенса есть соблазн рассказать об этом в школе. |      |                                                                                  |                      |                                     |                   |                  |                           |
| 76 | 25   | «Space Race» «Космическая Гонка»                                                 | Дэвид Окс и Ники Янг | Алан Хэнсон                         | июнь 9, 2016      | декабрь 15, 2016 | 1.13                      |
| Мисс Бейкер назначает очень веселый классный проект. Когда Кларенс отвлекается на таинственную силу Луны, его класс конкурирует за создание самой высоколетящей ракеты. |      |                                                                                  |                      |                                     |                   |                  |                           |
| 77 | 26   | «Plant Daddies» «Зелёные Родители»                                               | Дэвид Окс и Ники Янг | Тони Инфанте                        | июнь 16, 2016     | декабрь 16, 2016 | 1.32                      |
| Учащиеся начальной школы Абердейла должны разделиться на группы по 2 человека, чтобы вырастить маленькие горшечные растения. |      |                                                                                  |                      |                                     |                   |                  |                           |
| 78 | 27   | «Bucky and the Howl» «Охотник и Койот»                                           | Дэвид Окс и Ники Янг | Тони Инфанте                        | сентябрь 29, 2016 | декабрь 19, 2016 | 1.29                      |
| Сумо присоединяется к мюзиклу, и Кларенс продвигает шоу, но сумо пугает сцену в ночь открытия. |      |                                                                                  |                      |                                     |                   |                  |                           |
| 79 | 28   | «Worm Bin» «Ящик с Червями»                                                      | Дэвид Окс и Ники Янг | Сэм Кремерс-Недель                  | декабрь 5, 2016   | декабрь 20, 2016 | 0.77                      |
| Когда его мать покупает ему корзину для червей, Джеффу приходится мириться с мыслью, что он живёт с отвратительными существами, а Кларенс проникает внутрь, чтобы кормить их каждую ночь.                                                                                   |      |                                                                                  |                      |                                     |                   |                  |                           |
| 80 | 29   | «Clarence and Sumo's Rexcellent Adventure» «Приключения Кларенса и Сумо в Музее» | Дэвид Окс и Ники Янг | Бен Меклер                          | декабрь 6, 2016   | апрель 4, 2017   | 0.85                      |
| Сумо должен понести ответственность за последствия, когда он и Кларенс вырвут зуб из скелета динозавра в музее, оставив Кларенса травмированным. |      |                                                                                  |                      |                                     |                   |                  |                           |
| 81 | 30   | «Birthday» «День Рождения»                                                       | Дэвид Окс и Ники Янг | Тони Инфанте                        | декабрь 7, 2016   | декабрь 21, 2016 | 0.86                      |
| Кларенс устраивает вечеринку по случаю дня рождения, и все в классе приходят - к ужасу Джеффа и Сумо. |      |                                                                                  |                      |                                     |                   |                  |                           |
| 82 | 31   | «Tree of Life» «Древо Жизни»                                                     | Дэвид Окс и Ники Янг | Джо Тракз                           | декабрь 8, 2016   | апрель 5, 2017   | 0.89                      |
| Кларенс, Сумо и Джефф забираются на дерево, чтобы вырезать на нем свои имена. |      |                                                                                  |                      |                                     |                   |                  |                           |
| 8384 | 3233 | «Capture the Flag» «Битва За Флаг»                                               | Дэвид Окс и Ники Янг | Тони Инфанте                        | декабрь 9, 2016   | апрель 1, 2017   | 1.06                      |
| Кларенс и его друзья играют в самую большую игру захвата флага, и все хотят забрать домой корону и власть, чтобы контролировать сок соковыжималки окрестностей. Но потом все происходит неожиданно, когда новая команда собирается и берет на себя ответственность за соки. |      |                                                                                  |                      |                                     |                   |                  |                           |
| 85 | 34   | «Cloris» «Клорис»                                                                | Дэвид Окс и Ники Янг | Бен Меклер                          | декабрь 12, 2016  | апрель 6, 2017   | 0.92                      |
| Когда Кларенс едет с Джеффом к бабушке Джеффа, он дружит с пожилой женщиной по имени Клорис и полон решимости напомнить ей о себе, чтобы превратить ворчливую бабушку в свою любимую.                                                                                       |      |                                                                                  |                      |                                     |                   |                  |                           |
| 86 | 35   | «Fishing Trip» «Рыбалка»                                                         | Дэвид Окс и Ники Янг | Сэм Кремерс-Недель                  | декабрь 13, 2016  | апрель 7, 2017   | 0.84                      |
| Мэл узнает, что Чад никогда не брал Кларенса на рыбалку, и решает исправить ситуацию, организовав для всех мальчиков экскурсию для знакомства! |      |                                                                                  |                      |                                     |                   |                  |                           |
| 87 | 36   | «Belson's Backpack» «Рюкзак Белсона»                                             | Дэвид Окс и Ники Янг | Тони Инфанте                        | декабрь 14, 2016  | апрель 11, 2017  | 1.08                      |
| После случайной замены рюкзака, Кларенс обнаруживает, что Белсон скрывает художественную сторону и пытается поддержать творчество Белсона. |      |                                                                                  |                      |                                     |                   |                  |                           |
| 88 | 37   | «Motel» «Мотель»                                                                 | Дэвид Окс и Ники Янг | Сэм Кремерс-Недель                  | декабрь 15, 2016  | апрель 12, 2017  | 1.00                      |
| После неудачи с насекомыми, дом Кларенса должен быть подвергнут дезинфекции, в результате чего Мэри, Чад и Кларенс оказались в мотеле. |      |                                                                                  |                      |                                     |                   |                  |                           |
| 89 | 38   | «Merry Moochmas» «Счастливого Рождества, Муч»                                    | Дэвид Окс и Ники Янг | Сэм Кремерс-Недель                  | декабрь 16, 2016  | апрель 10, 2017  | 1.00                      |
| В Абердейле наступило Рождество, и Кларенс убежден, что его зимнее желание пойти на снег в Аризону исполнится! Однако его одноклассник Белсон вместе со своим сердитым кузеном Гари Мучем немного сложнее убедить.                                                          |      |                                                                                  |                      |                                     |                   |                  |                           |
| 90 | 39   | «Pizza Hero» «Пиццевый Герой»                                                    | Дэвид Окс и Ники Янг | Ник Крон-ДеВико                     | февраль 20, 2017  | апрель 13, 2017  | 0.93                      |
| Это конец учебного года, и по традиции в начальной школе Абердейла, папа Марианио собирается раздавать свою знаменитую пиццу вместе с песенным и танцевальным спектаклем.                                                                                                   |      |                                                                                  |                      |                                     |                   |                  |                           |

## Третий сезон (2017–2018)
| № | #  | Название                                                                                       | Режиссёр                                  | Сценарист         | Показ в США       | Показ в России   | Зрители США (в миллионах) |
| --- | -- | ---------------------------------------------------------------------------------------------- | ----------------------------------------- | ----------------- | ----------------- | ---------------- | ------------------------- |
| 91 | 1  | «Sumo Goes West» «Сумо Меняет Школу»                                                           | Дэвид Окс, Ники Янг и Виталий Строкус     | Тони Инфанте      | апрель 3, 2017    | октябрь 9, 2017  | 0.95                      |
| Когда Кларенс узнает, что его лучший друг Сумо может перевестись в другую школу, он делает все, что в его силах, чтобы попытаться остановить этот шаг. |    |                                                                                                |                                           |                   |                   |                  |                           |
| 92 | 2  | «Valentimes» «День Святого Валентина»                                                          | Дэвид Окс, Ники Янг и Виталий Строкус     | Тони Инфанте      | апрель 4, 2017    | октябрь 16, 2017 | 0.95                      |
| Узнав, что у мисс Бейкер нет Валентина, Кларенс помогает ей с мистером Мозером, учителем сумо из Западного Абердейла. |    |                                                                                                |                                           |                   |                   |                  |                           |
| 93 | 3  | «Clarence for President» «Кларенса в Президенты»                                               | Дэвид Окс, Ники Янг и Виталий Строкус     | Сэм Кремерс-Недел | апрель 5, 2017    | октябрь 13, 2017 | 0.85                      |
| Джефф завербовывается на должность менеджера Кларенса в президенты класса на студенческих выборах 27-го Абердейла. |    |                                                                                                |                                           |                   |                   |                  |                           |
| 94 | 4  | «Rock Show» «Рок-Концерт»                                                                      | Дэвид Окс, Ники Янг и Виталий Строкус     | Тони Инфанте      | апрель 6, 2017    | октябрь 11, 2017 | 0.85                      |
| Группа Чада, Догмон, впервые за многие годы играет шоу, давая шанс Кларенсу и Мэри по-настоящему зажечь. |    |                                                                                                |                                           |                   |                   |                  |                           |
| 95 | 5  | «The Phantom Clarence» «Кларенс - Привидение»                                                  | Виталий Строкус и Ники Янг                | Тони Инфанте      | апрель 7, 2017    | апрель 26, 2018  | 0.96                      |
| Кларенс планирует устроить ночевку, чтобы покончить со всеми ночевками с украшениями, драками подушек и играми, но не хватает одного - гостей. Кларенс хочет пригласить всех своих друзей, но считает, что их нужно убедить.                                                    |    |                                                                                                |                                           |                   |                   |                  |                           |
| 96 | 6  | «Jeffery Wendle» «Джеффри Уэндл»                                                               | Виталий Строкус и Ники Янг                | Келси Абот        | апрель 10, 2017   | апрель 27, 2017  | 0.96                      |
| Во время шторма Кларенс выходит, чтобы купить Джеффу изюминки. Пока Джефф уехал, он вынужден оставаться в доме с Чадом и Мэри, и в конце концов сходит с ума от уборки дома. Позже они отправились искать Кларенса.                                                             |    |                                                                                                |                                           |                   |                   |                  |                           |
| 97 | 7  | «Badgers & Bunkers» «Барсук и Бункер»                                                          | Виталий Строкус и Ники Янг                | Сэм Кремерс-Недел | апрель 11, 2017   | апрель 27, 2017  | 0.96                      |
| Во время отключения электричества сумо и его семья спрятались в бункере. Он и его отец ссорятся из-за того, стоит ли Кэндис, любимая барсучка сумо, оставаться с ними в бункере.                                                                                                |    |                                                                                                |                                           |                   |                   |                  |                           |
| 98 | 8  | «Dingus & McNobrain» «Наглец и Простофиля»                                                     | Виталий Строкус и Ники Янг                | Тони Инфанте      | апрель 12, 2017   | апрель 27, 2017  | 0.96                      |
| Белсон и мистер Риз собрались, чтобы найти мисс Бейкер во время отключения электричества. |    |                                                                                                |                                           |                   |                   |                  |                           |
| 99 | 9  | «Bye Bye Baker» «Прощайте, Мисс Бейкер»                                                        | Виталий Строкус и Ники Янг                | Тони Инфанте      | апрель 13, 2017   | апрель 27, 2017  | 0.96                      |
| Пытаясь добраться до Калифорнии на каникулы, не предупредив Кларенса, мисс Бейкер попадает в ловушку магазина вместе с мэром Кларенсом, Мэг (замещающая учительница) и одной из мамочек Джеффа. Четверо подозревают Мэг и пытаются покинуть магазин.                            |    |                                                                                                |                                           |                   |                   |                  |                           |
| 100 | 10 | «Flood Brothers» «Братство Потопа»                                                             | Виталий Строкус и Ники Янг                | Келси Абот        | апрель 14, 2017   | апрель 27, 2017  | 0.96                      |
| По мере того, как шторм становится все сильнее, все застревают в спортзале школы и в конце концов сражаются. После того, как Кларенс заставил их ужиться, происходит большое наводнение, и все вместе работают над тем, чтобы предотвратить затопление школы.                   |    |                                                                                                |                                           |                   |                   |                  |                           |
| 101 | 11 | «Pool's Out for Summer» «Бассейн Не Работает»                                                  | Дэвид Окс, Ники Янг и Виталий Строкус     | Тони Инфанте      | апрель 21, 2017   | октябрь 23, 2017 | 1.01                      |
| Мальчики ходят в общественный бассейн Абердейла, чтобы провести день в мокром веселье. Джефф пробирается на мелководье; Сумо пытается покорить трамплин, спасаясь от взрыва прошлым летом; а Кларенс прокрадывается мимо спасателей в гидромассажную ванну.                     |    |                                                                                                |                                           |                   |                   |                  |                           |
| 102 | 12 | «Big Game» «Большая Игра»                                                                      | Виталий Строкус и Ники Янг                | Тони Инфанте      | апрель 28, 2017   | октябрь 27, 2017 | 1.01                      |
| На бейсбольном матче, на который отец Белсона дал им билеты, Чад, Кларенс и Белсон пытаются найти способы развлечься, а Кларенс пытается привлечь внимание талисмана команды.                                                                                                   |    |                                                                                                |                                           |                   |                   |                  |                           |
| 103 | 13 | «The Boxcurse Children» «Дети Проклятого Сундука»                                              | Виталий Строкус и Ники Янг                | Келси Абот        | май 5, 2017       | октябрь 26, 2017 | 1.01                      |
| Кларенс, Сумо и Джефф считают, что содержимое антикварной коробки, которую они нашли в реке, может быть проклято. |    |                                                                                                |                                           |                   |                   |                  |                           |
| 104 | 14 | «Karate Mom» «Карате-Мама»                                                                     | Виталий Строкус и Ники Янг                | Тони Инфанте      | июнь 2, 2017      | октябрь 24, 2017 | 0.97                      |
| После удивительной встречи с Кларенсом на уроках боевых искусств в Абердохо, Мэри сама начала переговоры о вступлении в этот класс. Но по мере того, как она становится все более заинтересованной и заинтересованной в учёбе, Кларенс отходит от этой идеи.                    |    |                                                                                                |                                           |                   |                   |                  |                           |
| 105 | 15 | «Clarence Loves Shoopy» «Кларенс Любит Шупи»                                                   | Виталий Строкус и Ники Янг                | Сэм Кремерс-Недел | июнь 9, 2017      | октябрь 10, 2017 | 0.85                      |
| После того, как поняла, что ей одиноко, Кларенс пытается подружиться с мисс Шуп. Многие пытаются позже обнаружить, что мисс Шуп делает бобы и пытается заставить весь город попробовать их.                                                                                     |    |                                                                                                |                                           |                   |                   |                  |                           |
| 106 | 16 | «Public Radio» «Радио»                                                                         | Виталий Строкус и Ники Янг                | Сэм Кремерс-Недел | июнь 16, 2017     | октябрь 25, 2017 | 0.86                      |
| После прослушивания общественной радиопередачи во время занятий Кларенс вдохновляет записать собственное радиоинтервью с участием своего приятеля Джеффа. |    |                                                                                                |                                           |                   |                   |                  |                           |
| 107 | 17 | «Chad and the Marathon» «Чед и Марафон»                                                        | Виталий Строкус, Юлия Викерман и Ники Янг | Стивен П. Нири    | июнь 23, 2017     | октябрь 30, 2017 | 0.93                      |
| Когда Чад осознает, что его ленивые привычки могут стираться с Кларенса, он решает принять участие в Абердейльском марафоне. |    |                                                                                                |                                           |                   |                   |                  |                           |
| 108 | 18 | «Officer Moody» «Офицер Муди»                                                                  | Дэвид Окс, Ники Янг и Виталий Строкус     | Сэм Кремерс-Недел | июнь 30, 2017     | октябрь 17, 2017 | 1.02                      |
| Отрывки из прошлого мистера Риза становятся известны, когда его бывший партнер по полиции, офицер Муди, посещает начальную школу Абердейла. |    |                                                                                                |                                           |                   |                   |                  |                           |
| 109 | 19 | «Gilben's Different» «Гилбен Не Такой, Как Все»                                                | Дэвид Окс, Ники Янг и Виталий Строкус     | Тони Инфанте      | июль 31, 2017     | октябрь 18, 2017 | 0.95                      |
| Вновь проросший персиковый пушок Гилбена вызывает дискуссию о половом созревании, которая в конечном итоге убеждает Кларенса вести себя как взрослый человек. |    |                                                                                                |                                           |                   |                   |                  |                           |
| 110 | 20 | «Cool Guy Clarence» «Крутой Кларенс»                                                           | Дэвид Окс, Ники Янг и Виталий Строкус     | Сэм Кремерс-Недел | август 1, 2017    | октябрь 19, 2017 | 0.83                      |
| Кларенс встречает нового друга, который знакомит его с новым образом жизни и частью Абердейла, о которой он никогда не знал. |    |                                                                                                |                                           |                   |                   |                  |                           |
| 111 | 21 | «Just Wait in the Car» «Подожди в Машине»                                                      | Дэвид Окс, Ники Янг и Виталий Строкус     | Сэм Кремерс-Недел | август 2, 2017    | октябрь 20, 2017 | 0.89                      |
| Пока Мэри выполняет поручения, Кларенс ждет в машине и борется со скукой. |    |                                                                                                |                                           |                   |                   |                  |                           |
| 112 | 22 | «Missing Cat» «Сбежавший Кот»                                                                  | Дэвид Окс, Ники Янг и Виталий Строкус     | Сэм Кремерс-Недел | август 3, 2017    | октябрь 12, 2017 | 0.86                      |
| Когда пропадает кошка Челси, она не хочет обращаться за помощью, но Кларенс полон решимости найти потерянное домашнее животное. |    |                                                                                                |                                           |                   |                   |                  |                           |
| 113 | 23 | «Big Trouble in Little Aberdale» «Большой Переполох в Маленьком Абердейле»                     | Дэвид Окс, Ники Янг и Виталий Строкус     | Сэм Кремерс-Недел | август 4, 2017    | октябрь 26, 2017 | 0.96                      |
| Найдя таинственного нового ребёнка в своем районе, Кларенс, Джефф и Сумо показывают её по всему городу. |    |                                                                                                |                                           |                   |                   |                  |                           |
| 114 | 24 | «Dare Day» «Слабо»                                                                             | Виталий Строкус, Юлия Викерман и Ники Янг | Сэм Кремерс-Недел | сентябрь 5, 2017  | апрель 23, 2018  | 0.82                      |
| С Джеффом в отпуске в Испании, сумо и Кларенс бросают вызов друг другу, чтобы все более абсурдные и экстремальные осмеливания. |    |                                                                                                |                                           |                   |                   |                  |                           |
| 115 | 25 | «The Trade» «Обмен»                                                                            | Виталий Строкус, Юлия Викерман и Ники Янг | Тони Инфанте      | сентябрь 12, 2017 | апрель 23, 2018  | 1.04                      |
| После того, как он случайно обменял любимую бейсбольную карточку Чада, Кларенс превращается в ловкого продавца, чтобы получить её обратно. |    |                                                                                                |                                           |                   |                   |                  |                           |
| 116 | 26 | «A Nightmare on Aberdale Street: Balance's Revenge» «Кошмар На Улице Абердейла: Месть Баланса» | Виталий Строкус, Юлия Викерман и Ники Янг | Тони Инфанте      | октябрь 27, 2017  | апрель 24, 2018  | 0.84                      |
| Кларенс использует специальный джек-о-о'-фонарь, чтобы войти в сны людей, и узнает, что что-то вызывает у его друзей кошмары. |    |                                                                                                |                                           |                   |                   |                  |                           |
| 117 | 27 | «Chadsgiving» «День Чедодарения»                                                               | Виталий Строкус, Юлия Викерман и Ники Янг | Келси Абот        | ноябрь 17, 2017   | апрель 25, 2018  | 0.69                      |
| Кларенс с нетерпением ждет ужина с родителями Чада на День благодарения, но Чад беспокоится, что их странные традиции заставят его выглядеть безответственным. |    |                                                                                                |                                           |                   |                   |                  |                           |
| 118 | 28 | «A Sumoful Mind» «Битва За Сумо»                                                               | Виталий Строкус, Юлия Викерман и Ники Янг | Тони Инфанте      | июнь 10, 2018     | апрель 24, 2018  | 0.37                      |
| Когда Джефф осознает, что новые занятия сумо проходят на сумо, он пытается и дальше развивать это вновь обретенное интеллектуальное сумо! Но смогут ли низкопробные выходки Кларенса обратить вспять тяжелую работу Джеффа?                                                     |    |                                                                                                |                                           |                   |                   |                  |                           |
| 119 | 29 | «Animal Day» «День Зверя»                                                                      | Виталий Строкус, Юлия Викерман и Ники Янг | Сэм Кремерс-Недел | июнь 10, 2018     | апрель 24, 2018  | 0.43                      |
| Кларенс чувствует зов дикой природы и решает жить новой жизнью, свободной от шума и суеты современного мира. Найдя несколько друзей, Кларенс начинает искать новое место для дикой жизни, но быстро понимает, что ему не хватает некоторых базовых навыков выживания.           |    |                                                                                                |                                           |                   |                   |                  |                           |
| 120 | 30 | «The Tunnel» «Туннель»                                                                         | Виталий Строкус, Юлия Викерман и Ники Янг | Виталий Строкус   | июнь 10, 2018     | апрель 24, 2018  | 0.34                      |
| После того, как Кларенс случайно сбил новую видеоигру Белсона в ливневую канализацию, Белсон вошел в канализационный тоннель, чтобы забрать её. |    |                                                                                                |                                           |                   |                   |                  |                           |
| 121 | 31 | «Talent Show» «Конкурс Талантов»                                                               | Виталий Строкус, Юлия Викерман и Ники Янг | Келси Абот        | июнь 10, 2018     | апрель 25, 2018  | 0.36                      |
| Кларенс устраивает большое шоу талантов во дворе, чтобы продемонстрировать все веселые скрытые таланты своих друзей. |    |                                                                                                |                                           |                   |                   |                  |                           |
| 122 | 32 | «RC Car» «Машинка»                                                                             | Виталий Строкус, Юлия Викерман и Ники Янг | Тони Инфанте      | июнь 10, 2018     | апрель 26, 2018  | 0.39                      |
| Кларенс проводит день на улице со своей игрушечной пультом дистанционного управления, которую он называет Карлой. В конце концов, убедившись, что у Карлы есть свой собственный разум, он решает следовать за ней в новые приключения.                                          |    |                                                                                                |                                           |                   |                   |                  |                           |
| 123 | 33 | «Dog King Clarence» «Кларенс - Король Собак»                                                   | Виталий Строкус, Юлия Викерман и Ники Янг | Келси Абот        | июнь 17, 2018     | апрель 24, 2018  | 0.56                      |
| Когда сосед Кларенса, Гейл, пригласив его сесть за неё, знает, что это будет легче, но собака Гейла оказалась немного более сложной, чем он ожидал. |    |                                                                                                |                                           |                   |                   |                  |                           |
| 124 | 34 | «Trampoline» «Батут»                                                                           | Виталий Строкус, Юлия Викерман и Ники Янг | Келси Абот        | июнь 17, 2018     | апрель 25, 2018  | 0.56                      |
| Мэри покупает новый батут для семьи, но в результате несчастного случая она ненадолго оказывается на диване. Решив бороться со скукой застрять в помещении, она обнаруживает, что соседка может скрывать что-то захватывающее.                                                  |    |                                                                                                |                                           |                   |                   |                  |                           |
| 125 | 35 | «Clarence the Movie» «Кино Кларенса»                                                           | Виталий Строкус, Юлия Викерман и Ники Янг | Тони Инфанте      | июнь 17, 2018     | июнь 30, 2018    | 0.44                      |
| Когда Кларенс начинает играть со своей домашней видеокамерой, он все больше погружается в мир кинематографа. |    |                                                                                                |                                           |                   |                   |                  |                           |
| 126 | 36 | «Belson Gets a Girlfriend» «Любовь Белсона»                                                    | Виталий Строкус, Юлия Викерман и Ники Янг | Тони Инфанте      | июнь 17, 2018     | апрель 25, 2018  | 0.44                      |
| Кларенс в неверии, когда узнает, что у его лучшего друга Бельсона появилась новая подружка по имени Пипи. Но когда он наблюдает за их менее романтичным поведением, он решает, что ему нужно учить их тому, как любовь помогает удержать их на плаву!                           |    |                                                                                                |                                           |                   |                   |                  |                           |
| 127 | 37 | «Brain TV» «Гипнотелевидение»                                                                  | Виталий Строкус, Юлия Викерман и Ники Янг | Тони Инфанте      | июнь 17, 2018     | апрель 26, 2018  | 0.39                      |
| После марафона классических эпизодов ситкома Кларенс застрял в роли альтер эго, Кларри, отвратительно переигрывающего ситкома. Это зависит от его друзей и семьи, чтобы помочь ему вырваться из этого или встретиться лицом к лицу с новым Кларенсом.                           |    |                                                                                                |                                           |                   |                   |                  |                           |
| 128 | 38 | «Etiquette Clarence» «Кларенс Галантный»                                                       | Виталий Строкус, Юлия Викерман и Ники Янг | Келси Абот        | июнь 24, 2018     | апрель 26, 2018  | 0.57                      |
| Кларенс отправляет новеллу на конкурс сочинений. Он очень рад, когда узнает, что его приняли в финал! Когда Джефф узнает, что Кларенс должен присутствовать на официальном ужине, он зацикливается на превращении грязного Кларенса в джентльмена.                              |    |                                                                                                |                                           |                   |                   |                  |                           |
| 129 | 39 | «Video Store» «Видеопрокат»                                                                    | Виталий Строкус, Юлия Викерман и Ники Янг | Спенсер Ротбел    | июнь 24, 2018     | апрель 26, 2018  | 0.50                      |
| Кларенс, Джефф и Сумо приезжают в местный видеомагазин, чтобы взять фильм напрокат, но обнаруживают, что все это сдано в аренду! Каждый из них имеет свое представление о том, какую кассету принести домой, и должен обратиться за помощью к тай-брейкеру, чтобы выяснить это. |    |                                                                                                |                                           |                   |                   |                  |                           |
| 130 | 40 | «Anywhere But Sumo» «О, Где Же Ты, Сумо?»                                                      | Виталий Строкус, Юлия Викерман и Ники Янг | Тони Инфанте      | июнь 24, 2018     | апрель 27, 2018  | 0.50                      |
| Когда Кларенс понимает, что у Сумо появилась новая группа друзей в его новой школе, он начинает ревновать и путаться. Примет ли Кларенс школьную жизнь, свободную от сумо, или задумает, как заставить их дружбу работать?                                                      |    |                                                                                                |                                           |                   |                   |                  |                           |